# Christopher Meneses
Christopher Josue Meneses Barrantes, född 2 maj 1990, är en costaricansk fotbollsspelare som har spelat för IFK Norrköping i Allsvenskan.
Han har spelat hela sin proffskarriär i LD Alajuelense innan han den 15 april 2013 skrev på för IFK Norrköping. Efter att inte fått någon speltid under säsongen 2015 kom Meneses i juli 2015 överens med IFK Norrköping om att bryta kontraktet.